# Nagy-Pietrosz
A Nagy-Pietrosz-csúcs (románul Vârful Pietrosul Rodnei) 2303 m tengerszint feletti magasságával a Radnai-havasok és a Keleti-Kárpátok legmagasabb hegycsúcsa, 1940–1945 között „Horthy-csúcs” néven az akkori Magyarország legmagasabb pontja volt.
A Radnai-havasok főgerince kelet–nyugat irányban több mint 40 km-en húzódik, ebből északra rövid, meredek, délre hosszú, lankás mellékgerincek ágaznak le. Az egyik északi mellékgerincen található a Nagy-Pietrosz.

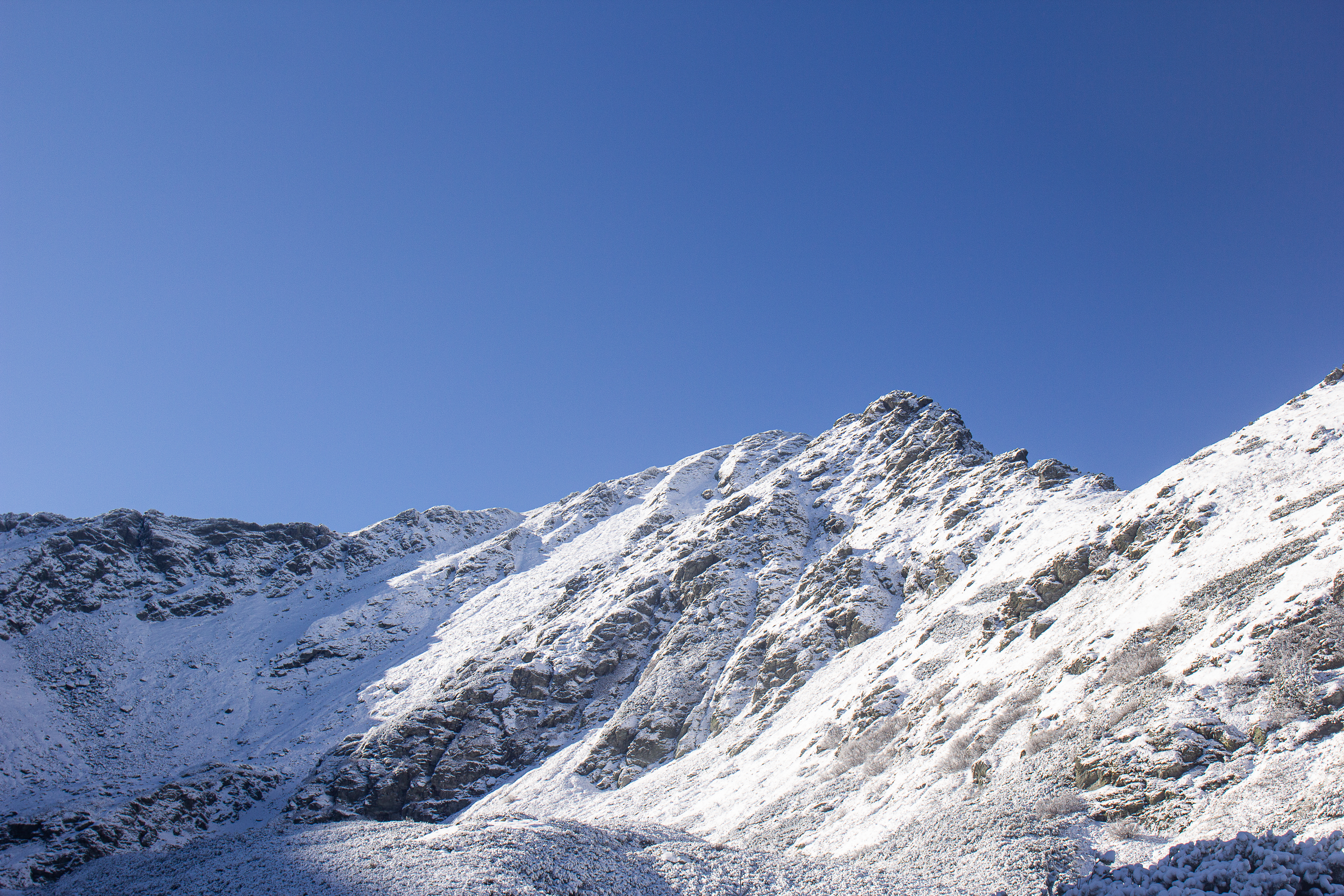
A Nagy-Pietrosz csúcs ősszel

A hegység élővilágának kutatása során már 1932-ben sikerült védetté nyilvánítani a hegycsúcs körüli 183 hektárnyi területet. A védett terület növelésével ma 3300 hektáros alpin, szubalpin és az ezek alatt elterülő hatalmas fenyves terület biztosítja a fajok védelmét. 1979-ben az UNESCO Ember és bioszféra programjában, Párizsban a Nagy-Pietroszt beiktatták a nemzetközi bioszféra-rezervátumok hálózatába. A védett terület határa a 740 méteres tengerszint feletti magasság, mely egyben az erdő alsó határa is. Az erdő domináns fafaja a lucfenyő (Picea abies), de elszórtan hegyi juhar (Acer pseudoplatanus), bükk (Fagus sylvatica), nyír (Betula pendula), madárberkenye (Sorbus aucuparia) is látható. Az erdő 1600-1620 méterig hatol fel, utána elérjük a törpefenyős (Pinus montana) övezetet, melyben elszórtan törpe boróka (Juniperus sibirica) és jégkorszaki reliktumként havasi cirbolyafenyők (Pinus cembra) tenyésznek.